# Бурбонне (Іллінойс)
Бурбонне (англ. Bourbonnais) — селище (англ. village) в США, в окрузі Канкакі штату Іллінойс. Населення — 18 164 особи (2020).

## Географія
Бурбонне розташований за координатами 41°10′59″ пн. ш. 87°52′41″ зх. д. / 41.18306° пн. ш. 87.87806° зх. д. (41.183109, -87.878172).  За даними Бюро перепису населення США в 2010 році селище мало площу 24,10 км², уся площа — суходіл.

## Демографія
Згідно з переписом 2010 року, у селищі мешкала 18 631 особа в 6147 домогосподарствах у складі 4448 родин. Густота населення становила 773 особи/км².  Було 6445 помешкань (267/км²).
Расовий склад населення:
| - 86,7 % — білих - 7,5 % — чорних або афроамериканців - 1,9 % — азіатів - 0,2 % — корінних американців - 1,5 % — осіб інших рас |

До двох чи більше рас належало 2,2 %. Частка іспаномовних становила 4,8 % від усіх жителів.
За віковим діапазоном населення розподілялося таким чином: 23,9 % — особи молодші 18 років, 65,4 % — особи у віці 18—64 років, 10,7 % — особи у віці 65 років та старші. Медіана віку мешканця становила 32,0 року. На 100 осіб жіночої статі у селищі припадало 90,7 чоловіків;  на 100 жінок у віці від 18 років та старших — 85,7 чоловіків також старших 18 років.
Середній дохід на одне домашнє господарство  становив 72 966 доларів США (медіана — 63 624), а середній дохід на одну сім'ю — 81 357 доларів (медіана — 73 240). Медіана доходів становила 54 338 доларів для чоловіків та 41 180 доларів для жінок. За межею бідності перебувало 12,2 % осіб, у тому числі 16,7 % дітей у віці до 18 років та 8,3 % осіб у віці 65 років та старших.
Цивільне працевлаштоване населення становило 8656 осіб. Основні галузі зайнятості: освіта, охорона здоров'я та соціальна допомога — 30,6 %, роздрібна торгівля — 11,9 %, виробництво — 11,6 %.